# Air Astana
Ейр Астана́ (англ. Air Astana) — авіаційна компанія, національний перевізник Республіки Казахстан. Мета створення компанії — здійснювати внутрішні та міжнародні авіаперевезення у відповідності з високими стандартами безпеки та сервісу, використовуючи літаки нового покоління, що задовольняють потреби Казахстану.

## Історія створення
Компанія «Ейр Астана» була зареєстрована у 2001 році. Свій перший рейс за маршрутом Алмати — Астана виконала 15 травня 2002 року. Головними акціонерами компанії стали АТ "Фонд національного добробуту «Самрук-Казина» і британська компанія «BAE Systems PLC».
Авіакомпанія «Ейр Астана» сертифікована Європейським агентством з авіаційної безпеки (EASA) на виконання технічного обслуговування повітряних суден відповідно до вимог директиви 145. У 2011 році авіакомпанія вдруге офіційно зареєстрована Міжнародною асоціацією повітряного транспорту (IATA) в реєстрі авіакомпаній, які успішно пройшли міжнародний аудит з експлуатаційної безпеки (IOSA). Таким чином «Ейр Астана» є єдиною авіакомпанією з Казахстану, що знаходиться в даному реєстрі.

## Акціонери
У спільному підприємстві частка участі уряду Республіки Казахстан — 51% (належить АТ "Фонд національного добробуту «Самрук-Казина»). Компанії «BAE Systems PLC» (Велика Британія) належить 49% акцій авіакомпанії.

## Авіалінії та напрямки

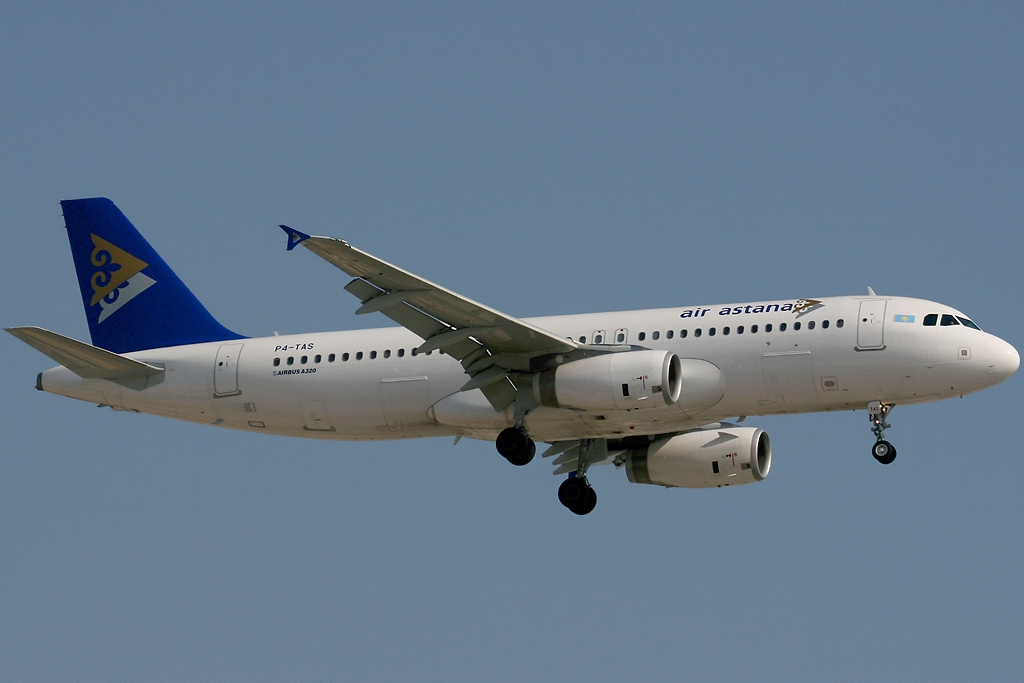
Air Astana Airbus A320-200

|  | Хаб               |
|  | Майбутні напрямки |
|  | Скасовані рейси   |
|  | Призупинені рейси |

| Місто             | Країна                       | IATA | ICAO | Аеропорт                     | Refs        |
| ----------------- | ---------------------------- | ---- | ---- | ---------------------------- | ----------- |
| Актау             | Казахстан                    | SCO  | UATE | Актау (аеропорт)             |             |
| Актобе            | Казахстан                    | AKX  | UATT | Актобе (аеропорт)            |             |
| Алмати            | Казахстан                    | ALA  | UAAA | Алмати (аеропорт)            |             |
| Амстердам         | Нідерланди                   | AMS  | EHAM | Амстердам (аеропорт)         |             |
| Анталія           | Туреччина                    | AYT  | LTAI | Анталія (аеропорт)           |             |
| Астана            | Казахстан                    | TSE  | UACC | Астана (аеропорт)            |             |
| Атирау            | Казахстан                    | GUW  | UATG | Атирау (аеропорт)            |             |
| Баку              | Азербайджан                  | GYD  | UBBB | Баку (аеропорт)              |             |
| Бангкок           | Таїланд                      | BKK  | VTBS | Бангкок-Суварнабхумі         |             |
| Пекін             | Китайська Народна Республіка | PEK  | ZBAA | Пекін (аеропорт)             |             |
| Бішкек            | Киргизстан                   | FRU  | UAFM | Манас (аеропорт)             |             |
| Делі              | Індія                        | DEL  | VIDP | Делі (аеропорт)              |             |
| Дубай             | ОАЕ                          | DXB  | OMDB | Дубай (аеропорт)             |             |
| Душанбе           | Таджикистан                  | DYU  | UTDD | Душанбе (аеропорт)           |             |
| Франкфурт         | Німеччина                    | FRA  | EDDF | Франкфурт (аеропорт)         |             |
| Ганновер          | Німеччина                    | HAJ  | EDDV | Ганновер (аеропорт)          | [ 2 ]       |
| Хошимін           | В'єтнам                      | SGN  | VVTS | Хошимін (аеропорт)           | [ 3 ]       |
| Гонконг           | Китайська Народна Республіка | HKG  | VHHH | Гонконг (аеропорт)           | [ 4 ]       |
| Стамбул           | Туреччина                    | IST  | LTBA | Стамбул-Ататюрк              |             |
| Караганда         | Казахстан                    | KGF  | UAKK | Сари-Арка (аеропорт)         |             |
| Казань            | Росія                        | KZN  | UWKD | Казань (аеропорт)            | [ 5 ]       |
| Київ              | Україна                      | KBP  | UKBB | Київ-Бориспіль               | [ 6 ] [ 7 ] |
| Кустанай          | Казахстан                    | KSN  | UAUU | Кустанай (аеропорт)          |             |
| Куала-Лумпур      | Малайзія                     | KUL  | WMKK | Куала-Лумпур                 |             |
| Кизилорда         | Казахстан                    | KZO  | UAOO | Кизилорда (аеропорт)         |             |
| Лондон            | Велика Британія              | LHR  | EGLL | Лондон-Хітроу                |             |
| Москва            | Росія                        | SVO  | UUEE | Москва-Шереметьєво           |             |
| Новосибірськ      | Росія                        | OVB  | UNNT | Толмачево (аеропорт)         |             |
| Омськ             | Росія                        | OMS  | UNOO | Омськ (аеропорт)             |             |
| Уральськ          | Казахстан                    | URA  | UARR | Уральськ (аеропорт)          |             |
| Оренбург          | Росія                        | REN  | UWOO | Оренбург (аеропорт)          |             |
| Усть-Каменогорськ | Казахстан                    | UKK  | UASK | Усть-Каменогорськ (аеропорт) |             |
| Париж             | Франція                      | CDG  | LFPG | Париж-Шарль де Голль         | [ 8 ] [ 8 ] |
| Павлодар          | Казахстан                    | PWQ  | UASP | Павлодар (аеропорт)          |             |
| Петропавловськ    | Казахстан                    | PPK  | UACP | Петропавловськ (аеропорт)    |             |
| Самара            | Росія                        | KUF  | UWWW | Курумоч (аеропорт)           |             |
| Ст Петербург      | Росія                        | LED  | ULLI | Пулково (аеропорт)           | [ 9 ]       |
| Сеул              | Південна Корея               | ICN  | RKSI | Сеул-Інчхон                  |             |
| Шимкент           | Казахстан                    | CIT  | UAII | Шимкент (аеропорт)           |             |
| Тараз             | Казахстан                    | DMB  | UADD | Тараз (аеропорт)             | [ 10 ]      |
| Ташкент           | Узбекистан                   | TAS  | UTTT | Ташкент (аеропорт)           |             |
| Тбілісі           | Грузія                       | TBS  | UGTB | Тбілісі (аеропорт)           |             |
| Тегеран           | Іран                         | IKA  | OIIE | Тегеран-Імам Хомейні         | [ 11 ]      |
| Тюмень            | Росія                        | TJM  | USTR | Рощино (аеропорт)            | [ 5 ]       |
| Урумчі            | Китайська Народна Республіка | URC  | ZWWW | Урумчі (аеропорт)            |             |
| Єкатеринбург      | Росія                        | SVX  | USSS | Кольцово (аеропорт)          |             |
| Жезказган         | Казахстан                    | DZN  | UAKD | Жезказган (аеропорт)         |             |

## Флот

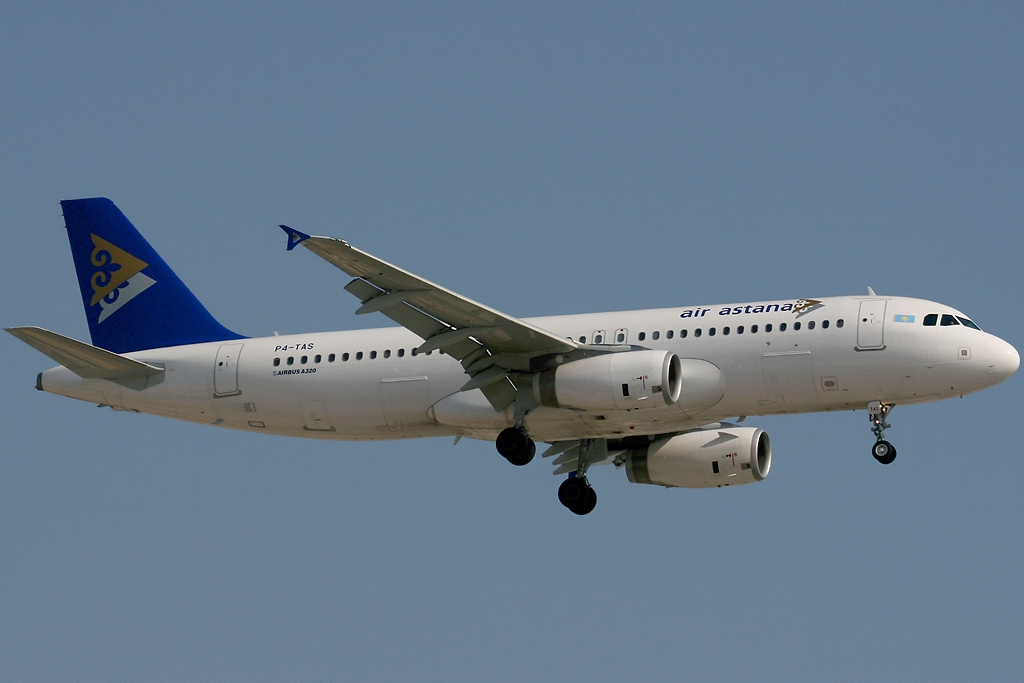
Air Astana Airbus A320-200

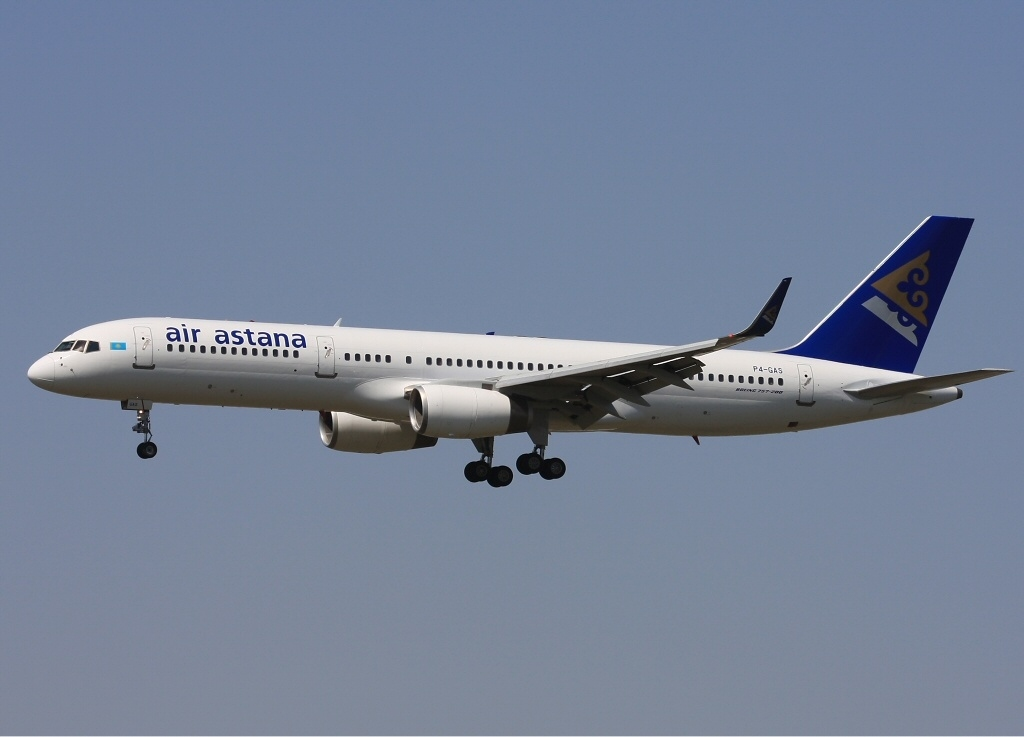
Air Astana Boeing 757-200

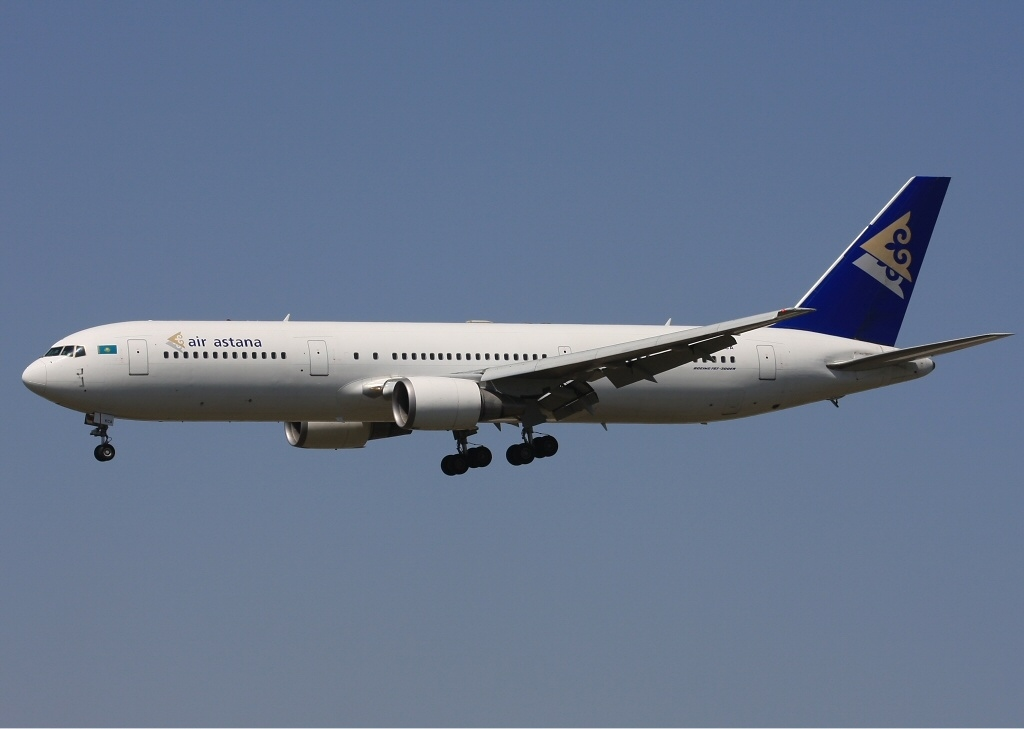
Air Astana Boeing 767-300ER

Флот Air Astana на серпень 2018:

## Код-шерінг
«Ейр Астана» має угоди про код-шерінг з такими авіакомпаніями:
- Air France
- Air India
- Asiana Airlines
- Bangkok Airways
- Cathay Pacific[21]
- Etihad Airways
- Hong Kong Airlines
- KLM[22]
- LOT Polish Airlines
- Lufthansa[23]
- Turkish Airlines